# Бажири
Бажири (фр. Bagiry) насеље је и општина у јужној Француској у региону Миди Пирене, у департману Горња Гарона која припада префектури Сен Годан.
По подацима из 2011. године у општини је живело 84 становника, а густина насељености је износила 30,22 становника/km². Општина се простире на површини од 2,78 km². Налази се на средњој надморској висини од 457 метара (максималној 1.002 m, а минималној 449 m).

## Демографија
| 1962. | 1968. | 1975. | 1982. | 1990. | 1999. | 2011. |
| ----- | ----- | ----- | ----- | ----- | ----- | ----- |
| 97    | 110   | 111   | 114   | 88    | 77    | 84    |

График промене броја становника у току последњих година